# گاه‌شمار تاریخ کره

## دورهٔ باستان
- ۹۰۰–۸۰۰ ق.م. آغاز عصر برنز.

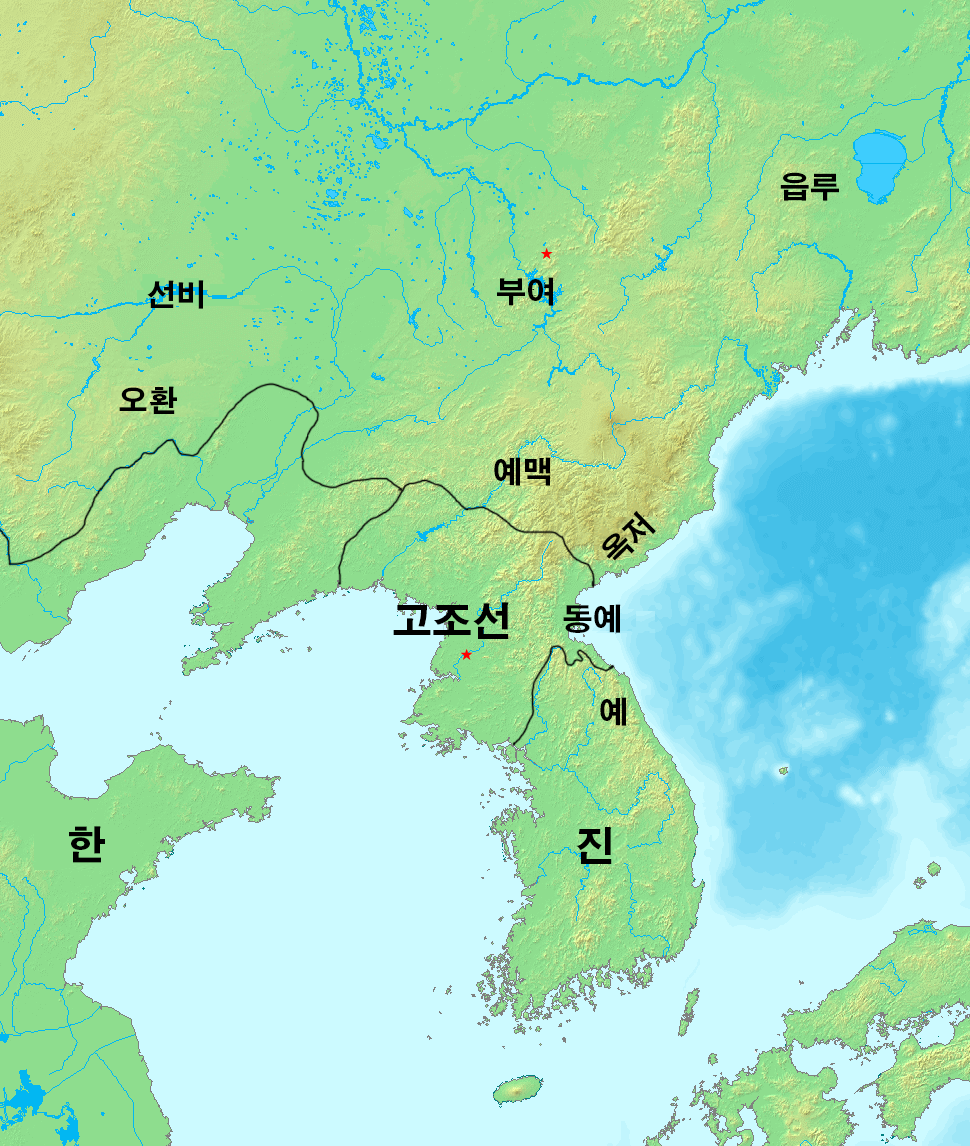
وی مان گجوسان در آخرین نفس‌ها

- وی مان گجوسان در آخرین نفس‌ها۸۰۰ ق.م. آغاز فرهنگ برنزی لیائونینگ.
- ۴۰۰ ق.م. آغاز عصر آهن.
- ۳۰۰ ق.م. تأسیس سلسله جین در جنوب کره.

## دوره پیش از سه پادشاهی
- ۲۳۸ ق.م. پایه‌گذاری حکومت بویو.
- ۲۰۰ ق.م. تأسیس کنفدراسیون سم هان.
- ۱۹۵ ق.م. تأسیس وی مان گوجوسان.
- ۱۰۸ ق.م. هان دودمان وی مان گوجوسان را نابود کرد و در شمال کره، چهار فرمانداری تأسیس نمود.

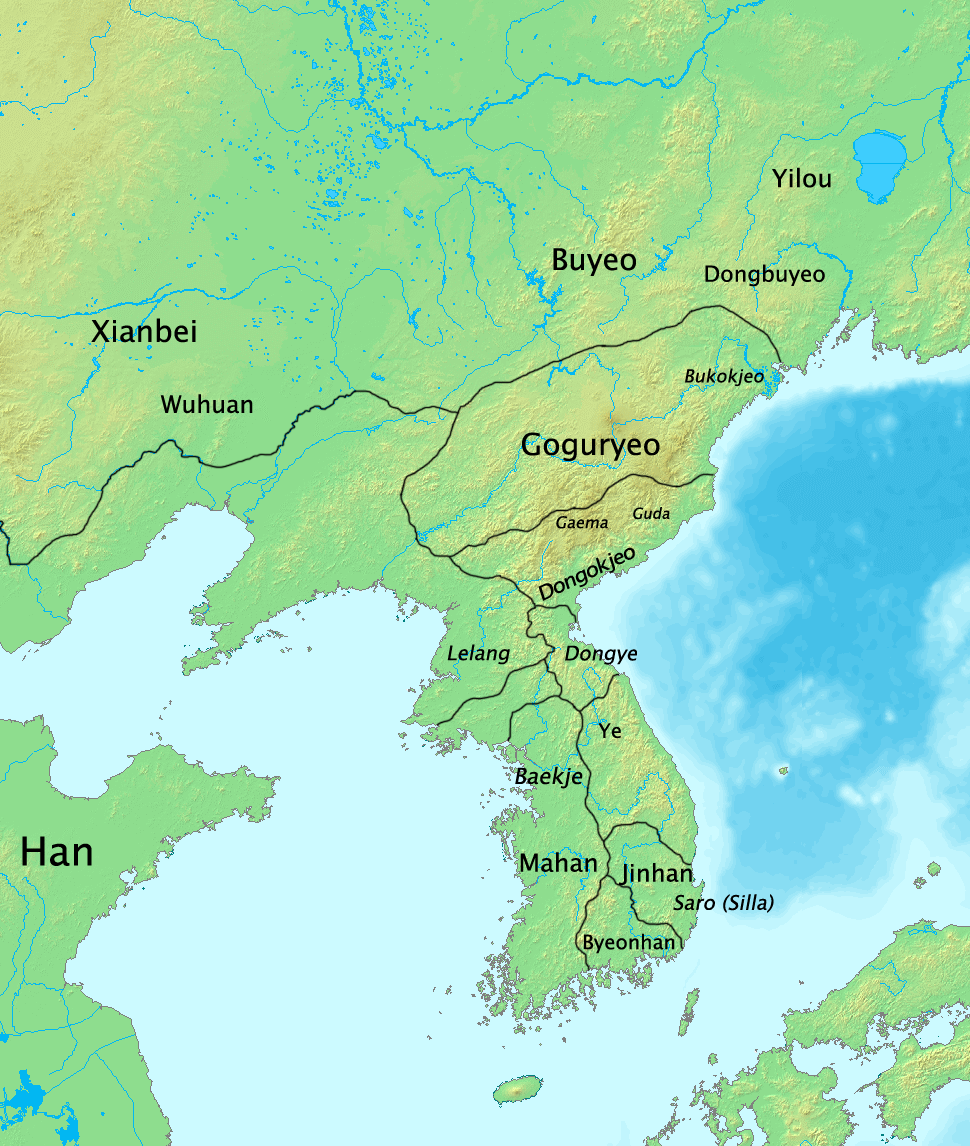
درشمال بویو کمکم درحال تجزیه شدن است و جومونگ گوگوریورا تشکیل می‌دهد. در جنوب هم شیلا و بکجه تشکیل شده.

## دورهٔ سه پادشاهی
- ۵۷ ق.م. تأسیس شیلا توسط پادشاه هیوک‌گوسه.
- ۳۷ ق.م. بنیان‌گذاری گوگوریو توسط جومونگ.
- ۱۸ ق.م. تأسیس بکجه به وسیلهٔ اونجو.
- ۸ میلادی: بکجه بخش بزرگی از ایالت ماهان را تصرف کرد.
- ۲۲ میلادی:نابودی بویو توسط گوگوریو
- ۴۲ میلادی: بنیان‌گذاری کنفدراسیون گایا توسط سورو.
- ۵۳ میلادی: گوگوریو با حکومت تائجو تبدیل به یک حکومت متمرکز شد.
- ۱۰۵میلادی: بکجه و شیلا یک پیمان صلح امضاء کردند.
- ۱۲۲ میلادی: گوگوریو برای حمله به هان در لیائودونگ، با ایالت ماهان متحد شد.
- ۱۶۷ میلادی: بکجه به خاطر پناه دادن به یک بکجه‌ای خائن، به شیلا حمله کرد.
- ۱۸۸ میلادی: بکجه قلمروش را به داخل خاک شیلا گسترش داد و چندین قلعه را تصرف کرد.
- ۲۳۴ میلادی: بکجه با فرمانروایی گوی به یک حکومت متمرکز تبدیل شد. بکجه در اوج قدرت.

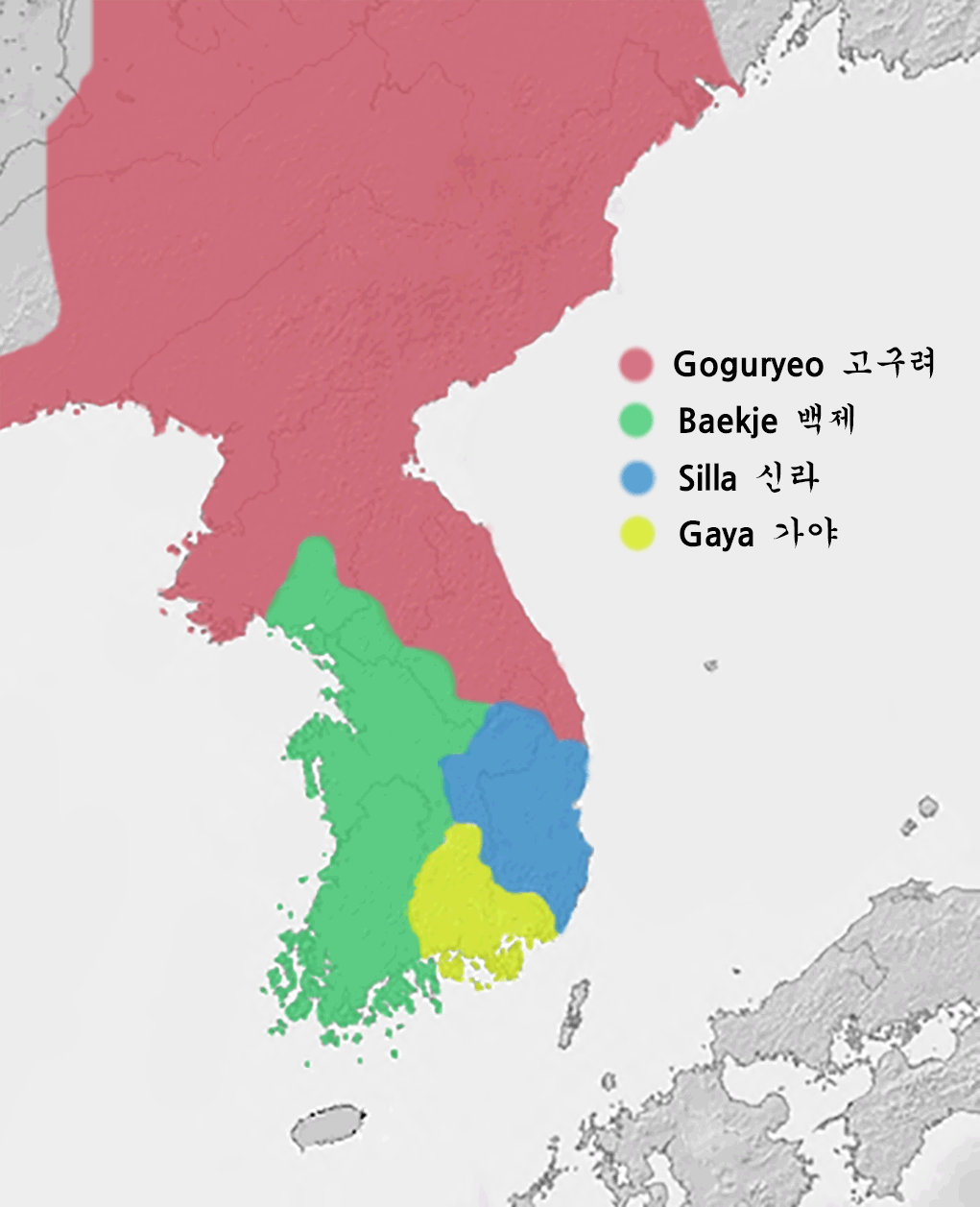
بکجه در اوج قدرت.

- ۲۵۰ میلادی: گوگوریو به شیلا حمله کرد و سپس یک آتش‌بس امضاء کرد.
- ۳۱۳ میلادی: گوگوریو به فرمانداری لیوندانگ (متعلق به چین) حمله کرد و آن را ویران نمود.
- ۳۴۶ میلادی: پادشاه گون‌چوگو در بکجه بر تخت نشست و شروع به قدرتمندسازی آن کشور کرد.
- ۳۵۶ میلادی: شیلا با حکومت پادشاه نه‌مول تبدیل به یک حکومت متمرکز شد.
- ۳۶۹ میلادی: بکجه فتح ایالت ماهان را کامل کرد.
- ۳۷۱ میلادی: شاه گان چوگو بکجه به گوگوریو حمله کرد و پادشاه گگوگوون را کشت.
- ۳۷۲ میلادی: در زیر حکومت سوسوریم، بودیسم از چین وارد گوگوریو شد.
- ۳۸۴ میلادی: بکجه در سیستم حکومتی خویش، بودیسم را پذیرفت.

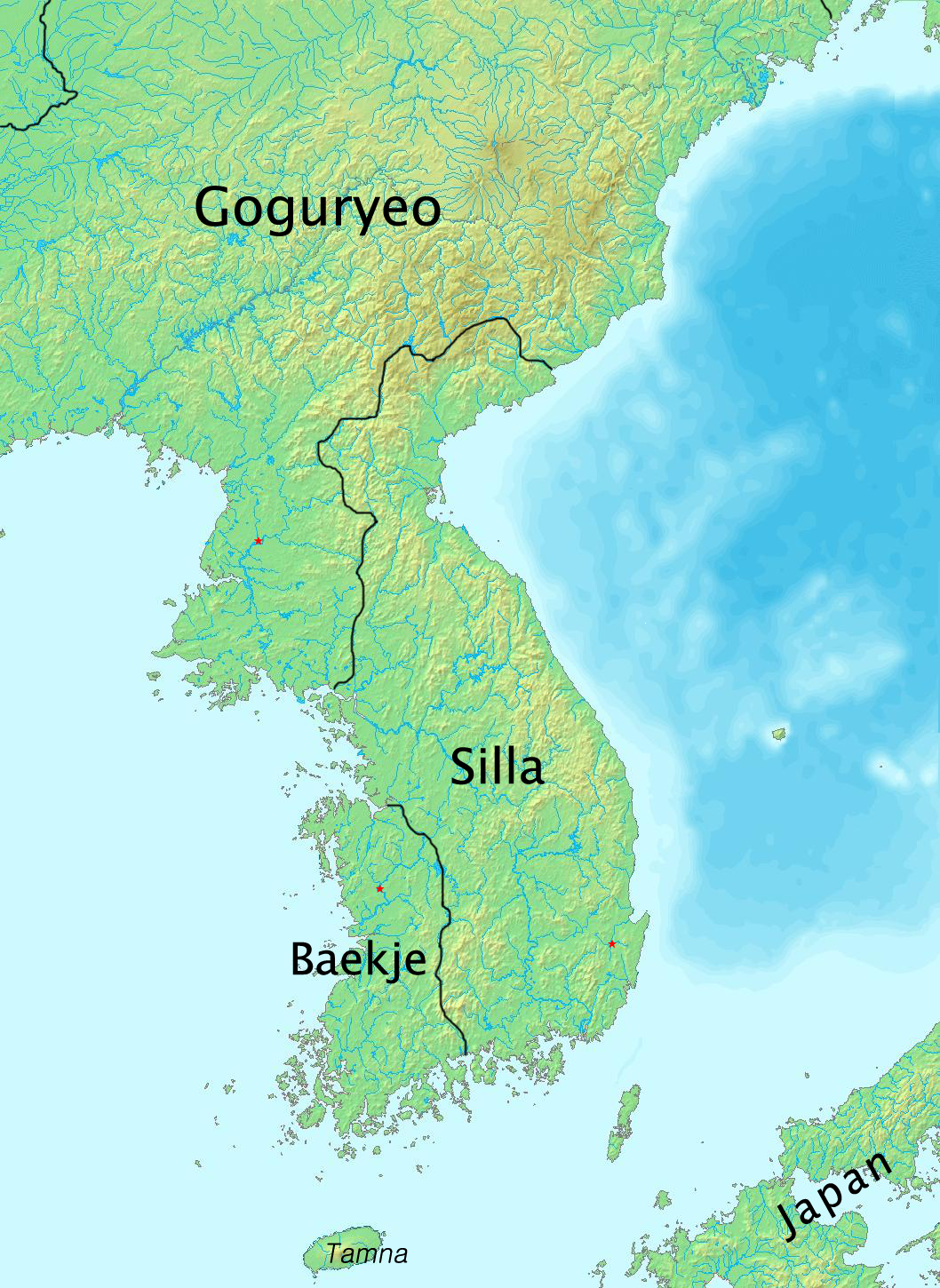
شیلادرسال ۵۷۵ ب.م.

- شیلادرسال ۵۷۵ ب.م.۳۹۲ میلادی:گوانگ‌گه‌تو بزرگ پادشاه گوگوریو، دوران حکومتش را آغاز کرد و در طی این مدت، گوگوریو را به یک قدرت منطقه‌ای تبدیل نمود.
- ۴۰۰ میلادی: گوگوریو به شیلا ۵۰ هزار سرباز داد تا حمله قبایل وا ژاپن را دفع کند.
- ۴۱۳ میلادی: جانگسو، شاه گوگوریو، یادبودی بزرگ برای گوآنگ‌گائتو بزرگ برپا کرد.
- ۴۲۷ میلادی: گوگوریو پایتخش را از گونگنه‌سنگ به پیونگ‌یانگ سونگ منتقل کرد.
- ۴۳۳ میلادی: شیلا و بکجه علیه گوگوریو با هم متحد شدند.
- ۴۷۵ میلادی: گوگوریو به ویریه‌سونگ (پایتخت بکجه و شهر امروزی سئول) حمله کرد و آن را تسخیر نمود. بکجه پایتختش را به اونگجین (گانگجو امروزی) منتقل کرد.
- ۴۹۴ میلادی: آخرین بازمانده‌های بویو توسط گوگوریو فتح شدند.
- ۴۹۸ میلادی: بکجه به تامنا (جِجودو امروزی) حمله کرد.
- ۵۱۲ میلادی: شیلا، شهر اوسان (اولیونگ دو امروزی) را تسخیر کرد.
- ۵۲۲ میلادی: شیلا تصرف گایا را آغاز کرد.
- ۵۲۳ میلادی: بکجه پایتختش را به سابی منتقل کرد. نقشهٔ حمله به گوگوریو.

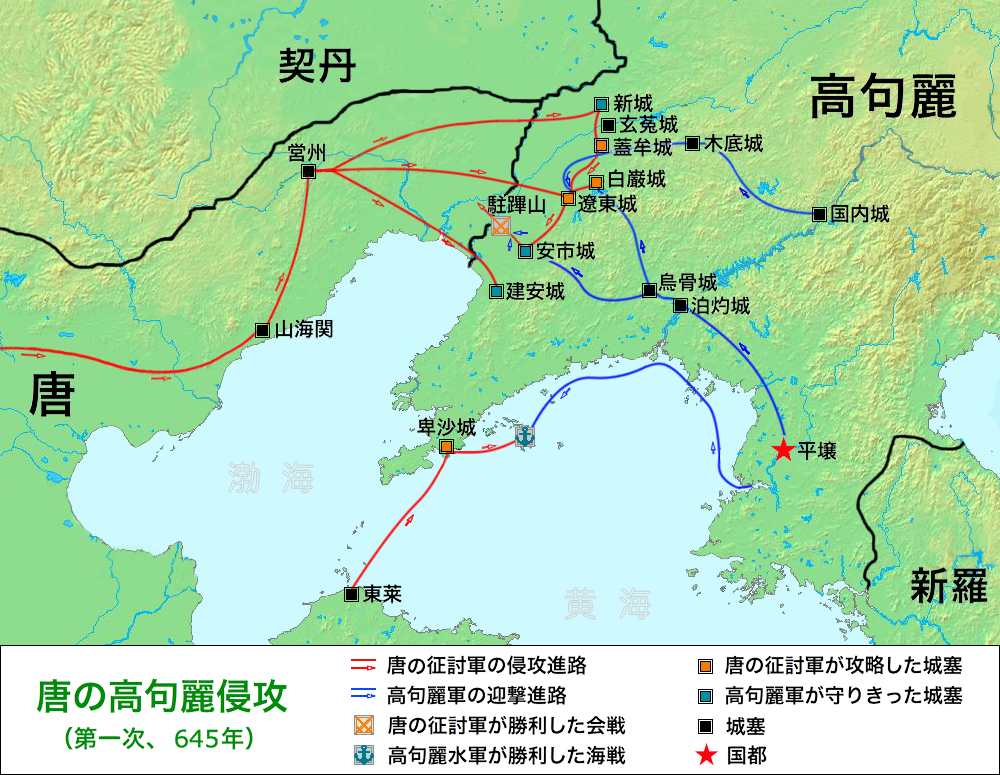
نقشهٔ حمله به گوگوریو.

- ۵۲۷ میلادی: شیلا رسماً بودیسم را پذیرفت.
- ۵۵۱ میلادی: نیروهای متحد شیلا و بکجه به گوگوریو حمله کردند؛ شیلا، سئول را فتح کرد.
- ۵۵۳ میلادی: شیلا با حمله به بکجه، پیمان اتحادش را با این کشور شکست.
- ۵۶۲ میلادی: شیلا به‌طور کامل گایا را تصرف کرد.
- ۵۹۸ میلادی: دودمان سوئی در چین به گوگوریو حمله کردند؛ جنگ در ۶۱۴ میلادی با پیروزی گوگوریو به پایان رسید.
- ۶۱۲ میلادی: گوگوریو حملهٔ سوئی به سالسو را دفع کرد.
- ۶۳۲ میلادی: ملکه سئوندئوک در شیلا بر تخت نشست.

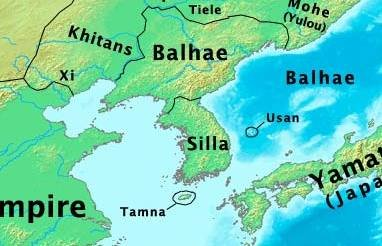
شیلا در اوج قدرت. در شمال ته جویونگ سلسلهٔ بالهه را تأسیس نموده‌است.

- شیلا در اوج قدرت. در شمال ته جویونگ سلسلهٔ بالهه را تأسیس نموده‌است .۶۴۵ میلادی: گوگوریو حملهٔ تانگ به آنسی را دفع کرد.
- ۶۴۸ میلادی: شیلا با تانگ متحد شد.
- ۶۶۰ میلادی: بکجه با حملهٔ نیروهای تانگ-شیلا سقوط کرد.
- ۶۶۱ میلادی: شاه موییل بزرگ درگذشت و پادشاه مونمو شاه شد.
- ۶۶۸ میلادی: گوگوریو با حملهٔ نیروهای تانگ-شیلا سقوط کرد.

## شیلا و بالهه
- ۶۷۶ میلادی :شیلا نیروهای تانگ را از کره بیرون می‌کند و بر بخش بزرگی از آن حکم می‌راند.

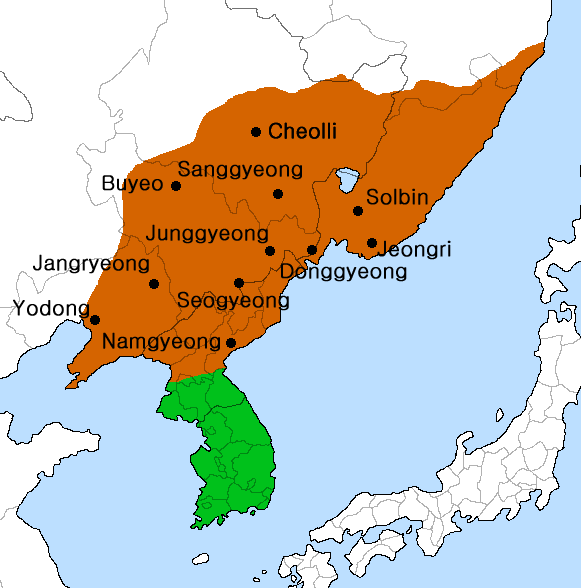
بالهائه مرزهای خود را تاشمال و سیبری توسعه می‌دهد و چند پایتخت جدید تشکیل می‌شود.

- بالهائه مرزهای خود را تاشمال و سیبری توسعه می‌دهد و چند پایتخت جدید تشکیل می‌شود.۶۹۸ میلادی: ژنرال گوگوریو، ته‌جویونگ، ارتش تانگ را از بخشی از گوگوریو قدیم بیرون کرده و پادشاهی بالهه را تشکیل می‌دهد.
- ۷۵۱ میلادی: شیلا در اوج قدرت خویش قرار داشت. شیلا رسماً به بالهه اعلام جنگ می‌کند و با ۳۲۶٫۰۰۰ قلعه‌های زیادی فتح می‌کند. ۲۳ قلعه.
- ۸۲۸ میلادی: جانگ بوگو بندر چانگ هه‌جین را عنوان مرکز بزرگ تجاری بین چین و ژاپن تأسیس می‌کند.
- ۸۹۲ میلادی: با استقلال برخی از قسمت‌های شیلا، دوره کوتاه سه امپراتوری آخر آغاز می‌شود.
- ۹۰۰ میلادی: بکجهٔ جدید در جنوب کره تأسیس شد.
- ۹۰۱ میلادی: گوگوریو جدید تأسیس شد.
- ۹۱۸ میلادی:وانگ گون نام گوگوریو جدید را به گوریو تغییر می دهد.
- ۹۲۶ میلادی: بالهه توسط نیروهای خیتان سقوط کرد.
- ۹۳۵ میلادی: شیلا رسماً به گوریو تسلیم شد. بکجه

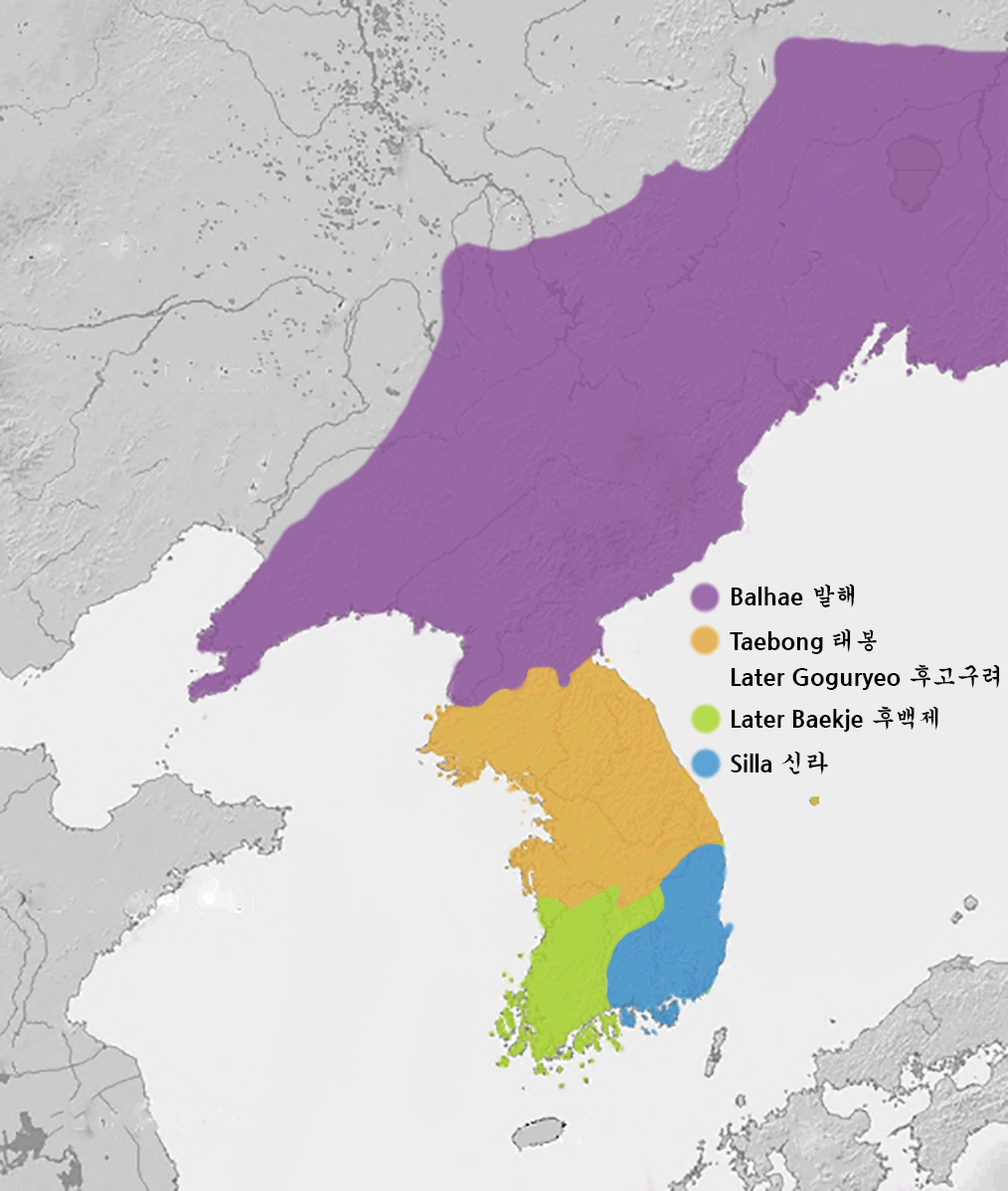
بکجه

- ۹۳۶ میلادی: بکجه جدید رسماً تسلیم گوریو شد.

گوریو با جذب بکجه جدید و بخش‌هایی از بالهه، یکپارچه کردن سه امپراتوری آخر را به اتمام رساند.
- ۹۹۳ میلادی: اولین جنگ از سه جنگ گوریو- خیتان آغاز شد.

- ۱۰۱۰ میلادی: دومین جنگ گوریو- خیتان به ویرانی نواحی شمالی انجامید.
- ۱۰۱۸ میلادی: گوریو در سومین جنگ گوریو- خیتان حملهٔ خیتان را دفع کرد.
- ۱۰۳۳ میلادی: گوریو دیواری طولانی در نواحی شمالی ساخت.
- ۱۱۴۵ میلادی: نوشتن کتاب سامگوگ ساگی کامل شد.
- ۱۲۳۱ میلادی: یورش مغولان به کره شروع شد.
- ۱۲۷۰ میلادی: گوریو پیمان صلحی با مغولان امضاء می‌کند که نتیجهٔ آن، ۸۰ سال صلح و آرامش است. هم‌زمان، شورش سامبیولچو بیش از سه سال به طول می‌انجامد.
- ۱۳۸۸ میلادی: ژنرال یی سونگ یی غصب قدرت را آغاز می‌کند.

## چوسان
- ۱۳۹۲ میلادی: تائجو چوسان رسماً سلسلهٔ چوسان را تأسیس می‌کند.
- ۱۳۹۶ میلادی: پایتخت به شهر هان یانگ (سئول امروزی) منتقل می‌شود.
- ۱۴۰۲ میلادی: استفاده از اسکناس در کره آغاز شد.
- ۱۴۲۴ میلادی: کتاب تاریخ گوریو نوشته شد.
- ۱۴۴۶ میلادی: الفبای هانگول (ساخته شده در ۱۴۴۳ م) توسط شاه سجونگ کبیر انتشار یافت.
- ۱۵۹۲ میلادی: حمله ژاپنی‌ها به کره به فرماندهی تویوتومی هیده‌یوشی توسط فرمانده یی-سون سین دفع شد.
- ۱۶۲۷ میلادی: اولین یورش منچو اتفاق افتاد.
- ۱۶۳۶ میلادی: دومین یورش منچو رخ داد.
- ۱۷۹۱ میلادی: شکنجه و آزار کاتولیک‌ها آغاز شد.
- ۱۸۶۴ میلادی :گوجونگ به همراه پدرش دائه وون گون (به عنوان نایب السلطنه) بر تخت نشست.
- ۱۸۶۶ میلادی: آغاز لشکرکشی ژاپن به داخل خاک کره.
- ۱۸۷۶ میلادی: تمامی بنادر کره رسماً بر اساس پیمان گانگ هوا باز شد.